# Szczutowo (gmina)
Szczutowo – gmina wiejska w Polsce położona w województwie mazowieckim, w powiecie sierpeckim. W latach 1975–1998 gmina administracyjnie należała do województwa płockiego.
Siedziba gminy to Szczutowo.
Według danych z 31 marca 2014 gminę zamieszkiwało 4393 osób.

## Historia
Gmina Szczutowo powstała w 1867 w powiecie rypińskim w guberni płockiej. W okresie międzywojennym gmina Szczutowo należała do powiatu rypińskiego w woj. warszawskim. Siedzibą gminy było Szczutowo. W 1933 gminę podzielono na 18 gromad. 31 marca 1938 z gminy Szczutowo wyłączono gromady Babiec i Łukomie, włączając je odpowiednio do gmin Borkowo i Rościszewo w powiecie sierpeckim w tymże województwie. 1 kwietnia 1938 gminę Szczutowo wraz z całym powiatem rypińskim przeniesiono do woj. pomorskiego.
Podczas II wojny światowej gminę włączono do nowej Rzeszy i nazwano Schüttau.
Po wojnie, dekretem PKWN z 21 sierpnia 1944 o trybie powołania władz administracji ogólnej I-ej i II-ej instancji, uchylono wszelki zmiany w podziale administracyjnym państwa wprowadzone przez okupanta (Art. 11). Gmina Szczutowo weszła w skład terytorialnie zmienionego woj. pomorskiego, przemianowanego 6 lipca 1950 na woj. bydgoskie. Według stanu z 1 lipca 1952 gmina Szczutowo składała się z 16 gromad. Gmina została zniesiona 29 września 1954 wraz z reformą wprowadzającą gromady w miejsce gmin.
Gminę Szczutowo  reaktywowano ponownie 1 stycznia 1973 (tym razem w powiecie sierpeckim), w związku z kolejną reformą administracyjną

## Struktura powierzchni
Według danych z 2002 gmina Szczutowo ma obszar 112,62 km², w tym:
- użytki rolne: 67%
- użytki leśne: 23%

Gmina stanowi 13,2% powierzchni powiatu.

## Demografia

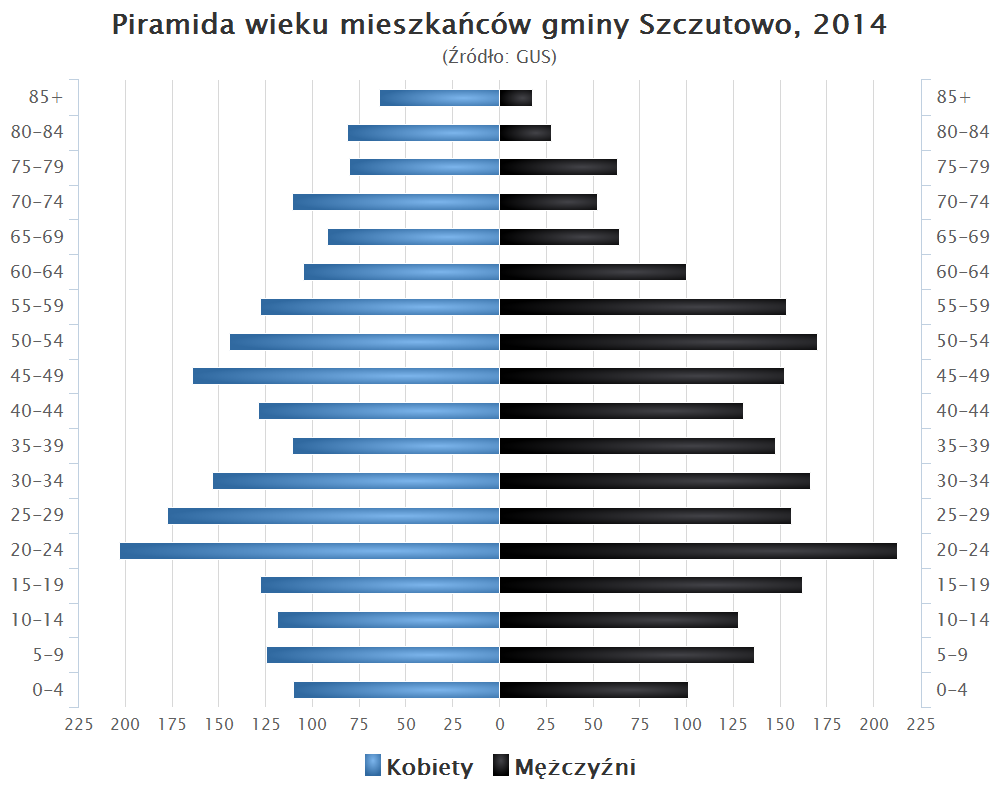
Piramida wieku mieszkańców gminy Szczutowo w 2014

Dane z 31 marca 2014:
| Opis                              | Ogółem | Ogółem | Kobiety | Kobiety | Mężczyźni | Mężczyźni |
| --------------------------------- | ------ | ------ | ------- | ------- | --------- | --------- |
| jednostka                         | osób   | %      | osób    | %       | osób      | %         |
| populacja                         | 4393   | 100    | 2239    | 51,8    | 2154      | 48,2      |
| gęstość zaludnienia (mieszk./km²) | 39,0   | 39,0   | 19,9    | 19,9    | 19,1      | 19,1      |

## Wójtowie
- Jakub Smólczyński (2002–2010)[19][20]
- Andrzej Twardowski (2010–2024)[21][22][23]
- Aneta Ruszkowska (od 2024)[24]

## Sołectwa
Agnieszkowo, Białasy, Blinno, Blizno, Całownia, Cisse, Dąbkowa Parowa, Dziki Bór, Gorzeń, Gójsk, Grabal, Grądy, Gugoły, Józefowo, Karlewo, Łazy, Maluszyn, Mierzęcin, Modrzewie, Mościska, Podlesie, Słupia, Stara Wola, Szczechowo, Szczutowo.

## Miejscowości bez statusu sołectwa
Jaroszewo, Jaźwiny, Majewo, Stare Grądy, Zawady.

## Sąsiednie gminy
Rogowo, Rościszewo, Sierpc, Skępe, Skrwilno